# Diplazium truncatilobum
Diplazium truncatilobum är en majbräkenväxtart som beskrevs av Carl Frederik Albert Christensen.
Diplazium truncatilobum ingår i släktet Diplazium och familjen Athyriaceae. Inga underarter finns listade i Catalogue of Life.